# Chrysler TV-8
Chrysler TV-8 — проект американского танка, разработанный корпорацией Chrysler в 1950-х годах. Танк был задуман как атомный средний танк, способный передвигаться как на суше, так и в воде. Танк должен был защищать экипаж от взрыва ядерного оружия. Танк никогда не производился серийно, опытный образец построен не был.

## Описание
Проект Chrysler TV-8 был представлен в предложении корпорации Chrysler после совещания с ASTRON. Используя нетрадиционную компоновку, в предлагаемом танке весь экипаж, двигатель и хранимый боекомплект располагались в башне, установленной на лёгком шасси, которое может быть отделено для воздушной перевозки. Общий вес танка составлял приблизительно 25 тонн, с башней весом 15 тонн и шасси весом в 10 тонн.
После рассмотрения проекта был сделан вывод, что компоновка Chrysler TV-8 не имеет значительных преимуществ по сравнению с обычной конструкцией, и 23 апреля 1956 года производство танка и три предложения ASTRON были фактически прекращены.

### Мощность
В конструкции Chrysler TV-8 применен двигатель Chrysler V-8 мощностью 300 лошадиных сил, который был соединен с электрическим генератором, расположенным в задней части башни; генератор вращает два электродвигателя в переднем корпусе, каждый двигатель находится за рулем любого из двух 28-дюймовых широких дорожек. Другие способы питания танка, которые впоследствии были рассмотрены, включают в привод газотурбинный двигатель, в силовую установку которой, паровой цикл должен был подталкивать углеводородов, а также ядерное деление с питанием от силовой установки в паровой цикл.

### Вооружение
Вооружение танка составляло установленное в башню 90-мм орудие T208 с гидравлическим механизмом наводки. Боекомплект пушки хранился в задней части башни, отделенный от отсека с экипажем стальной перегородкой. Два соосных пулемёта калибра 7,62-мм и один пулемёт с дистанционным управлением калибра 12,7-мм располагались на крыше башни. Система камер видеонаблюдения была реализована в качестве меры для защиты экипажа от вспышки тактического ядерного взрыва и для улучшения обзора.

### Боевая амфибия
Конструкция танка была предназначена, чтобы позволить ему плавать, с башней быть водонепроницаемыми и оборудованным водоструйными насосами в задней части, чтобы позволить ему двигаться в то время как он находится в воде. Револьверная головка состоит из двух слоев, а именно из внутренней и внешней оболочки, с внешней секции, выступающей в качестве многослойной брони, защищающая изнутри.